# هنري أشلي (سياسي)
هنري أشلي (بالإنجليزية: Henry Ashley)‏ هو قاضي وسياسي أمريكي، ولد في 19 فبراير 1778 في الولايات المتحدة، وتوفي في 14 يناير 1829 في كاتسكيل في الولايات المتحدة. حزبياً، نشط في ديمقراطية جاكسونية والحزب الديمقراطي. وقد انتخب عضو مجلس النواب الأمريكي.